# MSH2
MSH2 es un gen humano que se encuentra situado en el brazo corto del cromosoma 2, entre las bases 47.630.205 y 47.710.366. Codifica una proteína que juega un papel muy importante en la reparación de los errores que se producen durante el proceso de replicación de la molécula de ADN. El gen MSH2 se encuentra frecuentemente mutado en el síndrome de Lynch, condición hereditaria que incrementa la probabilidad de presentar varios tipos de cáncer.

## Función
La proteína codificada por el gen MSH2 se une formando un heterodímero con la MSH6, formando el complejo proteico MutSα de reparación de errores de apareamiento del ADN. También se dimeriza con MSH3, formando el complejo proteico MutSβ de reparación de ADN. MSH2 está involucrada en varias formas diferentes de reparación de ADN que identifica y repara los puntos del ADN en los que se han producido errores en la secuencia normal. 
Las mutaciones que afectan al gen MSH2 están relacionadas con el Síndrome de Lynch, haciendo que el individuo afectado presente un riesgo muy elevado de desarrollar cáncer colorrectal y cáncer de endometrio y también un riesgo aumentado de desarrollar algunos otros tipos de cáncer, como cáncer de ovario, estómago, páncreas, intestino delgado, piel, conductos biliares, vejiga y cerebro.